# 尾田悟
尾田 悟（おだ さとる、1927年9月27日 - 2016年9月5日）は日本のテナー・サクソフォーン奏者。ハンク・ジョーンズ率いる、グレート・ジャズ・クインテットの発起人。その演奏はハンク・ジョーンズがレスター・ヤング調と言わしめた。後に日本のジャズにおけるテナー・サクソフォーン奏者の師と仰がられた。

## 来歴
1927年9月27日、福岡県生まれ/東京都在住のテナー・サクソフォーン奏者。1943年に海軍軍楽隊に入隊、戦後すぐ福岡の米軍クラブで演奏活動を開始。1947年に上京。東京ジャイブ、ゲイ・セプテット、ミッドナイト・サンズなどに参加。1955年には自身のバンド、プレスナインを結成。1985年にモントルー・ジャズ・フェスティバルに出演。1990年代にはハンク・ジョーンズ（p）と結成したグレイト・ジャズ・クインテットでも活動し、1994年に『サトリズム』を録音。1996年には南里文雄賞を受賞。欧州を中心に海外での演奏活動も多く、若手と共演や育成にも尽力。2016年9月5日、心不全のため死去。88歳没。

## 顕彰
- 1996年、第21回 南里文雄賞 受賞。

## 著書
- 『酒とバラの日々』中央出版、1994年。